# Gürtelpeiler

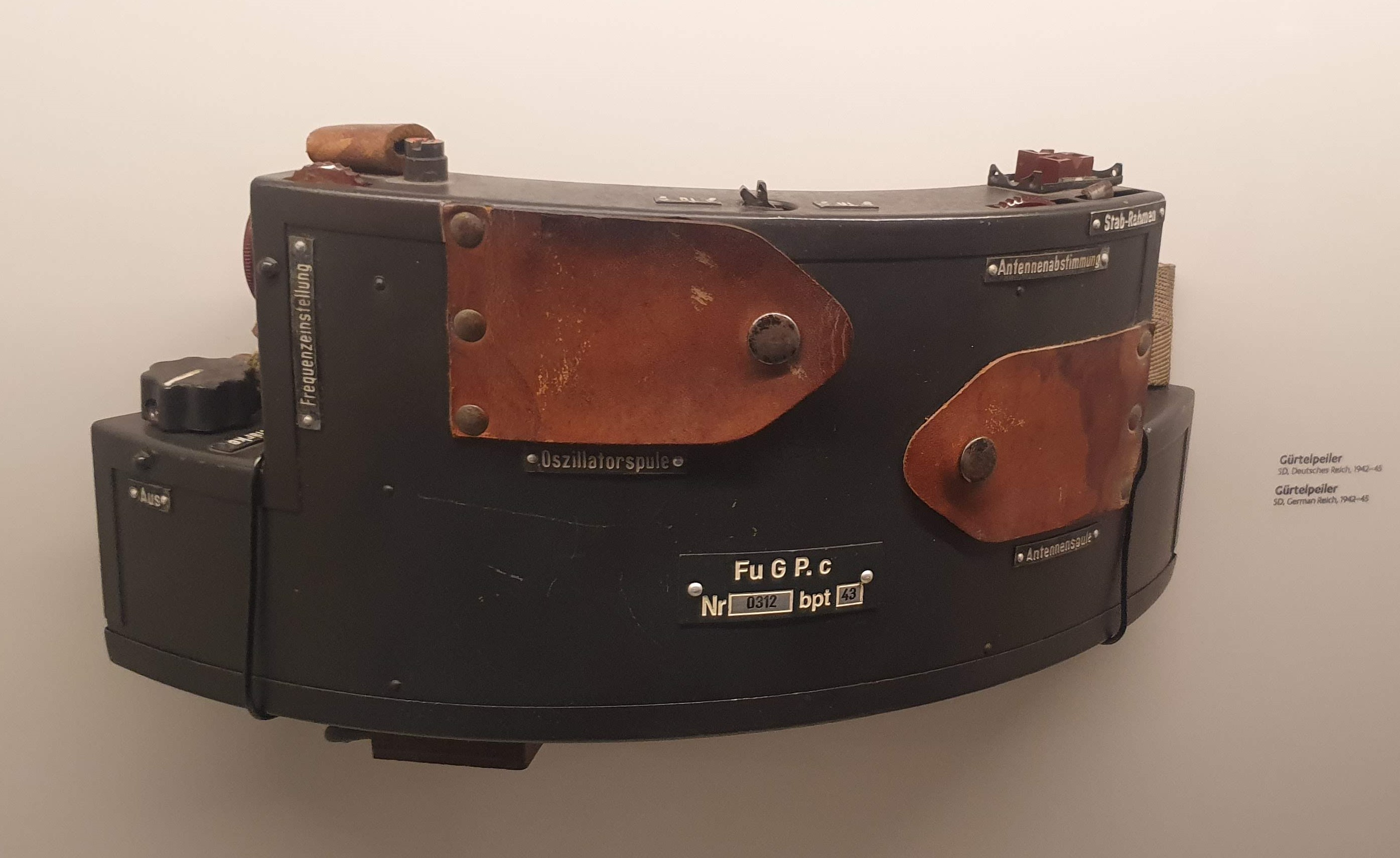
Gürtelpeiler im Deutschen Spionagemuseum (Ser.‑Nr.: 0312, Fert.‑Kz.: bpt, Herstelljahr: 1943)

Der Gürtelpeiler (auch: Gürtelpeilgerät, kurz: Fu G P. c) war ein tragbarer Funkpeiler, der während des Zweiten Weltkriegs von deutschen Geheimdiensten, wie Abwehr, Ordnungspolizei (OrPo) oder Sicherheitsdienst (SD), verwendet wurde, um geheime Sender zu orten, die auf vom NS‑Staat kontrollierten Gebiet von feindlichen Agenten oder von Widerstandsorganisationen betrieben wurden.
Zur elektronischen Aufklärung und insbesondere zur „Aushebung des Agenten“ wurde das Hochfrequenzmessgerät ähnlich einem überdimensionalen Gürtel um die Taille geschnallt und getarnt unter der Kleidung getragen, beispielsweise unter einem Mantel. Die Anzeige des Peilsignals konnte statt mit einem auffälligen Kopfhörer mit einem speziellen Ohrhörer erfolgen, genannt „Muschhörer“, der nahezu unsichtbar im Ohr getragen werden konnte. Alternativ zur akustischen Anzeige konnte diese auch optisch erfolgen. Hierzu wurde am Handgelenk ein Anzeiger in Form und Größe einer Armbanduhr getragen. Die Zuleitungen verliefen durch den Ärmel.

## Hintergrund
Während des Zweiten Weltkriegs gab es in Deutschland und den besetzten Gebieten immer mehr geheime Funkstationen. Dabei handelte es sich häufig um feindliche Agenten, die von den Alliierten abgesetzt worden waren. Außerdem gab es Widerstandsgruppen. Um solche Funkstellen zu orten, wurden unterschiedliche Abhör- und Funkpeilgeräte entwickelt. Am gebräuchlichsten waren mobile Stationen, die beispielsweise als Lieferwagen getarnt waren. Da zu dieser Zeit der Straßenverkehr deutlich geringer war als heute, fielen „fremde“ Fahrzeuge leicht auf.
Daraus entstand das Bedürfnis, getarnt „am Mann“ zu tragende Geräte zu benutzen. Es begann mit Peilern, die in einem Koffer versteckt und so mitgeführt werden konnten („Kofferpeiler“). Deutlich unscheinbarer war jedoch der Gürtelpeiler, der vollständig unter der Kleidung des Bedieners verborgen war und keinerlei Aufmerksamkeit erregte. Damit konnte man einfach durch die Nachbarschaft laufen und durch Körperdrehungen feststellen, in welcher Richtung sich ein Sender befand.

## Geschichte
Der Gürtelpeiler war der erste Abhörempfänger, dessen äußere Form an den menschlichen Körper angepasst war, so dass er verdeckt unter der Kleidung des Bedieners getragen werden konnte. Er wurde im Jahr 1942 von der Nachrichten-Erprobungs- und Abnahmestelle der Ordnungspolizei entwickelt und von der Firma Kapsch in Wien hergestellt.

## Aufbau
Der Gürtelpeiler arbeitete mit sieben Elektronenröhren (Batterieröhren 5 × RV 2,4P700 und 2 × RV 2,4H300), die einen Überlagerungsempfänger bildeten. Dieser verfügte über zehn auswechselbare Spulensätze und erlaubte so die Abdeckung eines Wellenlängenbereichs von 15 m bis 100 m (entsprechend 3 MHz bis 20 MHz), also nahezu des vollständigen Kurzwellenbandes.
Der Empfänger hatte zwei Antennen: eine feste Referenzantenne (mit Rundstrahlcharakteristik) und eine Rahmenantenne (mit einer Windung), die um den Hals getragen wurde, und die zur Peilung diente.

## Anwendung
Je nach Art und Bebauung des Einsatzgebietes verfügte der Gürtelpeiler über eine Reichweite von bis zu 3 km. Geführt durch die akustische oder optische Anzeige der Signalstärke, folgte der Bediener dieser und gelangte so an den Ort des Senders. In unmittelbarer Nähe war dann häufig bereits das „Klackern“ der Morsetaste zu hören und der Agent lokalisiert.